# Станчо Брадински
Станчо Николов Брадински (Брадинов) е български възрожденски общественик и търговец.

## Биография
Роден е около 1830 година в Калофер, тогава в Османската империя в семейството на събирача на данъци Никола Брадинов. Брат е на просветния деец Костадин Брадински. Учи в гръцкото училище в Пловдив. По-късно заминава за Цариград. Първоначално е писар в търговската кантора на братя Комсиеви, а след това става техен съдружник. През 1866 година постъпва, като писар в новосъздаденото Българско читалище в Цариград. Участва в настоятелството на Македонската българска дружина (1871). Член е на контролната комисия на Българското читалище (1875 -1876).
Умира през 1877 година в Цариград.